# Stegasta variana
Stegasta variana is een vlinder uit de familie tastermotten (Gelechiidae). De wetenschappelijke naam van deze soort is voor het eerst geldig gepubliceerd in 1904 door Meyrick.
De soort komt voor in tropisch Afrika.